# Tag (película)
Riaru Onigokko (リアル鬼ごっこ?), más conocida por su título en inglés Tag, es una película japonesa. Perteneciente al género splatter con elementos de acción, terror, surrealismo, suspense y filosofía, fue dirigida por Sion Sono. El filme está basado en la novela homónima del escritor y guionista Yūsuke Yamada. Se estrenó en Japón el 11 de julio de 2015. Fue distribuida por Shochiku, Asmik Ace Entertainment y Universal Pictures.

## Argumento
Una estudiante de secundaria llamada Mitsuko (Reina Triendl) sobrevive a una ráfaga de viento que recorre su autobús escolar, cercenando por la mitad a todos los demás a bordo. Mitsuko se las arregla para escapar de la ráfaga, que la persigue y mata a todas las demás personas con las que entra en contacto. Aturdida y rodeada por numerosas chicas muertas de la escuela secundaria, se limpia y se pone el uniforme de otra colegiala y se topa con un campus de escuela secundaria diferente. La saludan chicas llamadas Aki, Sur (abreviatura de "Surreal") y Taeko. Al no saber quiénes son, Mitsuko le confiesa a Aki que no puede recordar si alguna vez asistió a esta escuela y cree que tuvo una pesadilla en la que sus compañeras eran asesinadas por una ráfaga de viento. Aki le asegura que solo fue una pesadilla y propone que todos terminen la clase y vayan al bosque para animarla.
En el bosque, las chicas reflexionan sobre si el destino está realmente predeterminado y si existen múltiples realidades con múltiples versiones de sí mismas. Sur ilustra la predeterminación con una pluma blanca, indicando que significaría que el tiempo que demora la caída de la pluma y dónde aterrizará ya está decidido. Mitsuko se pregunta si no hay nada que pueda hacer para escapar del destino, pero Sur sugiere que el destino puede ser engañado simplemente haciendo algo que uno nunca haría normalmente, cambiando así el resultado. Las chicas regresan alegremente a la escuela. Aki y la maestra de Mitsuko comienzan la clase, pero de repente blanden una ametralladora y abren fuego, matando a todas las chicas excepto a Mitsuko. Antes de que ella pueda disparar otra ronda, Sur y Taeko irrumpen, agarran a Mitsuko y los tres se esconden. Otra maestra de salón, que acaba de matar a toda su clase, encuentra y mata a Taeko y Sur. Mitsuko y las chicas restantes huyen de los terrenos, corriendo por sus vidas mientras son asesinadas a tiros. Una de las chicas reconoce a Mitsuko y le suplica que haga algo y piense por qué sucede esto. Las chicas restantes son cortadas por una ráfaga de viento.
Mitsuko continúa corriendo, y luego se encuentra en situaciones cada vez más surrealistas donde su identidad y apariencia cambian: primero, como una novia llamada Keiko que el día de su boda se ve obligada a casarse con un novio grotesco con cabeza de jabalí mientras sus invitados (todas las chicas  de la escuela anterior) se burlan de ella. Luego como estudiante llamada Izumi en medio de una maratón, flanqueada por sus amigos y simpatizantes (otra vez, formada por las chicas de la escuela y la ceremonia de boda). En cada escenario, se apoya en una versión de su amiga Aki, que la prepara para el combate o distrae a sus atacantes, compuesta por el novio y los dos maestros de la clase anterior. En todos los escenarios, ella debe huir mientras las chicas de los alrededores son asesinadas de varias maneras.
Mitsuko se encuentra en una ciudad lúgubre y sucia llamada "Mundo de los hombres", llena de hombres que disfrutan pervertidamente de un anuncio de un videojuego de "legendario" horroroso de supervivencia en 3D llamado "Tag", que representa a Mitsuko, Keiko e Izumi como personajes jugables. Ella se desmaya y despierta en un templo donde todas las chicas de los diferentes escenarios se muestran como maniquíes. Mitsuko llega a una habitación donde un anciano decrépito está jugando el juego en su TV, mostrando las diversas pruebas por las que ella tuvo que pasar. Mitsuko se horroriza al ver modelos a tamaño natural de ella misma, Keiko, Izumi, Aki, Sur y Taeko detrás de una vitrina. El hombre le dice que está en el futuro y que 150 años atrás, ella era una chica a la que había admirado como compañera de estudios. Cuando ella murió, él logró tomar su ADN y el de todas sus amigas y hacer clones para su juego en 3D. Una versión más joven del anciano aparece al lado de una cama y se desnuda, haciéndole señas para que se acueste con él. El anciano le dice que la etapa final es el cumplimiento de su deseo más profundo y él le dice que sucumba a su destino. Pero Mitsuko ataca al hombre más joven, gritándole que deje de jugar con las chicas como si fueran juguetes. Mitsuko rompe una de las almohadas, bañando la habitación con plumas. Al recordar lo que Sur dijo acerca de engañar al destino, se suicida apuñalándose a sí misma para sorpresa tanto del anciano como de su yo más joven. Al encontrarse una vez más al comienzo de cada uno de los tres escenarios del juego, se suicida simultáneamente en el autobús, en la capilla de la boda y durante la maratón antes de que pueda comenzar cualquiera de los escenarios violentos. Mitsuko despierta sola en un campo de nieve blanca, se levanta y huye, dándose cuenta de que "ya se acabó".

## Reparto
- Reina Triendl como Mitsuko.
- Mariko Shinoda como Keiko.
- Mano Erina como Izumi.
- Maryjun Takahashi como Jun.
- Sayaka Isoyama como Mutsuko.
- Yūki Sakurai como Aki.
- Nanami Hidaka como Renko.
- Takumi Saitō (cameo).